# Eršov (Oblast' di Saratov)
Eršov (in russo Ершов?) è una città della Russia europea centro-meridionale, situata nell'oblast' di Saratov sulle sponde del corso superiore del Malyj Uzen'. Fondata nel 1893, è capoluogo dell'Eršovskij rajon.